# 古沢元
古沢 元（ふるさわ げん、1907年12月11日 - 1946年5月3日) は、日本の小説家。本名は古沢 玉次郎（ふるさわ たまじろう）、別筆名・秦 巳三雄（はた みさお）
岩手県沢内村（現・西和賀町）出身。岩手県盛岡中学（現・岩手県立盛岡第一高等学校）卒業、旧制第二高等学校（現・東北大学）中退。「戦旗」編集部で秦巳三雄のペンネームで評論、翻訳を発表。その後古沢元のペンネームで「日暦」同人、武田麟太郎主宰の「人民文庫」同人となり小説、評論を発表した。1940年同人雑誌「麦」に発表した「紀文抄」（きぶんしょう）が、第12回直木賞候補作品となる。
第二高等学校では非合法政治活動に身を投じ、学業半ばで放校となったが、上京して新風を巻き起こしていたプロレタリア文学運動に加わり、「日暦」では高見順の「故旧忘れ得べき」に続いて「びしゃもんだて夜話」を三回にわたって連載、郷里の沢内村を題材にした小説を書いた。1946年抑留されたシベリアで病没。1998年に郷里の沢内村玉泉寺に古沢元・真喜夫婦作家の文学碑が建立され、2006年町村合併による沢内村の閉村事業として「古沢元作品集」が村教育委員会が刊行した。

## 著書
- 『びしゃもんだて夜話　遺稿集』（朝日書林1982年）
- 『沢内農民の興亡　評論集』（朝日書林1998年）
- 『古沢元作品集』（沢内村教育委員会2006年）